# 希波吕忒

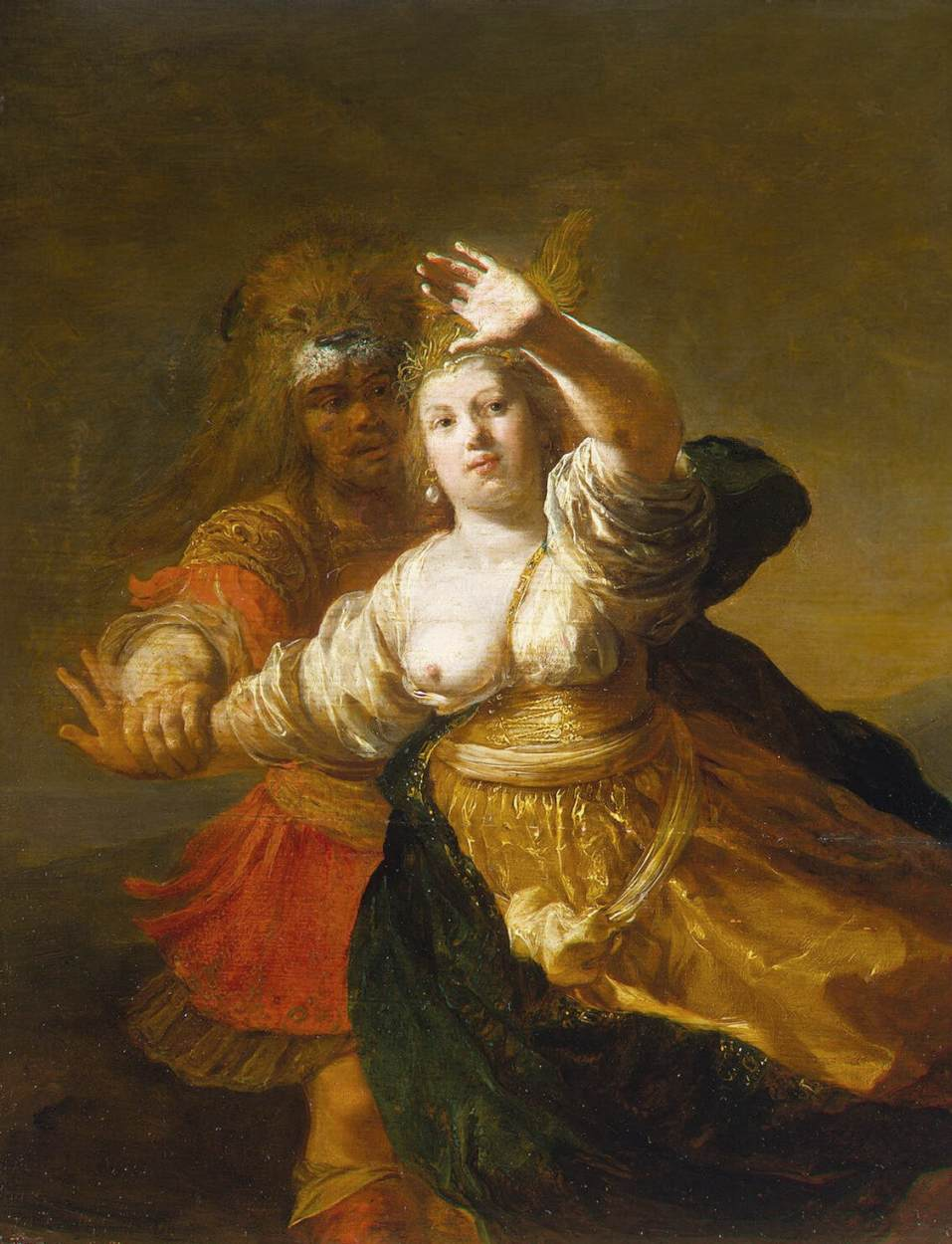
尼古拉斯·克尼普费尔的画作《赫拉克勒斯夺取希波吕忒的腰带》，现藏于埃尔米塔日博物馆

希波吕忒又译希波吕塔、希波麗塔，是希腊神话中亞馬遜人的女王，战神阿瑞斯的女儿，拥有一条神奇的腰带。欧律斯透斯要求赫拉克勒斯完成的十二項試煉之一就是夺取她这条腰带。希波吕忒的故事存在很多版本：一种说法是赫拉克勒斯杀死了希波吕忒，夺取了腰带；一说赫拉克勒斯俘获了希波吕忒，并把她送给忒修斯，她同忒修斯生了希波吕托斯。另有一种说法是忒修斯征讨亚马逊人，俘虏了希波吕忒，并娶她为妻。当忒修斯又同淮德拉举行婚礼时，希波吕忒率领亞馬遜人准备杀光所有参加婚宴的人，却反而被杀。